# Notocallista multistriata
Notocallista multistriata är en musselart som först beskrevs av G.B. Sowerby II 1851.  Notocallista multistriata ingår i släktet Notocallista och familjen venusmusslor. Inga underarter finns listade i Catalogue of Life.

## Bildgalleri

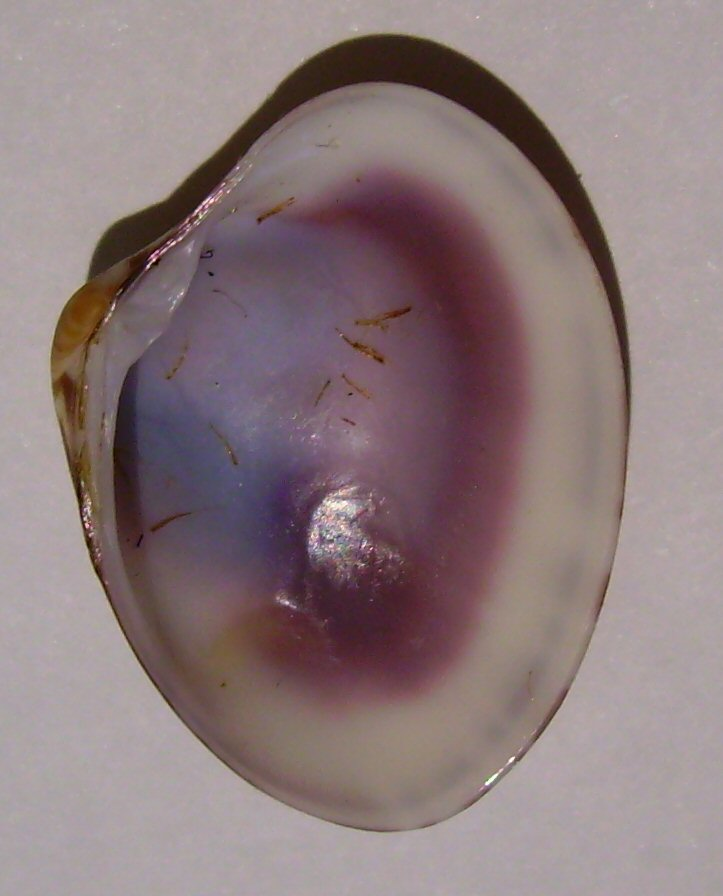